# سوزان بليشيت
سوزان بليشيت (31 يناير 1937 - 19 يناير 2008) ممثلة ومؤدية صوت أمريكية، بدأت حياتها المهنية في المسرح، بدأت بالظهور في الأعمال السينمائية في فلام أواخر عقد 1950، وظهرت لاحقا في أفلام بارزة مثل مغامرة روما (1962) و فيلم ألفريد هيتشكوك الطيور (1963).

## نشأتها
ولدت سوزان بليشيت في 31 يناير 1937 ، في حي بروكلين هايتس بمدينة نيويورك ، لوالديه جيرالدين ويوجين بليشيت. كان والداها يهوديين وأبناء المهاجرين من روسيا والنمسا والمجر. كانت والدتها راقصة وفنانة غنت تحت اسم المسرح جيرالدين ريفرز. كان والدها مديرًا مسرحيًا لمسرح باراماونت في مانهاتن ومسرح باراماونت في بروكلين، ولاحقًا كان مديرًا تنفيذيًا للشبكة. تخرجت من المدرسة الثانوية للفنون المسرحية في مانهاتن والتحق بجامعة سيراكيوز لمدة فصل دراسي واحد ، ثم انتقلت إلى كلية فينش. تخرجت لاحقًا من مدرسة التمثيل المرموقة في مانهاتن ، مدرسة الجوار بلاي هاوس للمسرح وكانت تحت وصاية مدرس التمثيل الشهير سانفورد مايسنر.

## روابط خارجية
- سوزان بليشيت على موقع IMDb (الإنجليزية)
- سوزان بليشيت على موقع الموسوعة البريطانية (الإنجليزية)
- سوزان بليشيت على موقع روتن توميتوز (الإنجليزية)
- سوزان بليشيت على موقع ألو سيني (الفرنسية)
- سوزان بليشيت على موقع ميوزك برينز (الإنجليزية)
- سوزان بليشيت على موقع تيرنر كلاسيك موفيز (الإنجليزية)
- سوزان بليشيت على موقع أول موفي (الإنجليزية)
- سوزان بليشيت على موقع قاعدة بيانات برودواي على الإنترنت (الإنجليزية)
- سوزان بليشيت على موقع قاعدة بيانات الأفلام السويدية (السويدية)
- سوزان بليشيت على موقع إن إن دي بي (الإنجليزية)
- Obituary in The Times, 22 January 2008 (الاشتراك مطلوب) نسخة محفوظة 24 مايو 2010 على موقع واي باك مشين.
- BroadwayWorld Article: Suzanne Pleshette Dies at 70